# زامور (سرده)
زامور، ایشک (نام علمی: Cocculus) نام یک سرده از تیره ایشکیان است.